# 1989年の自転車競技
1989年の自転車競技（1989ねんのじてんしゃきょうぎ）では1989年の自転車競技について記述する。

## 主なできごと
- シャンゼリゼ通りが最終ゴール地点となってから初めて、最終ステージに個人タイムトライアルが設けられた当年のツール・ド・フランスにおいて、前ステージまで、総合首位のローラン・フィニョンに50秒差の2位につけていたグレッグ・レモンが、同ステージにおいてフィニョンに58秒差をつけ、総合時間差ではわずか8秒差ながらも、同レース史上3例目となる、最終ステージにおける逆転総合優勝を果たした。なお、総合1、2位のタイム差8秒は、2010年現在、同レース史上最小タイム差となっている。
- また当年のツール・ド・フランスでは、前年の総合優勝者・ペドロ・デルガドが、プロローグの個人タイムトライアルで遅刻するハプニングがあった。
- 日本競輪選手会の賞金総額大幅引き上げ闘争を巡って、同会が当年12月30日開催予定のKEIRINグランプリ'89の中止も辞さない構えを見せ、開催決断のタイムリミットとなる、当年12月25日時点でも、選手会側と全国競輪施行者協議会（全輪協）などの競輪運営団体との話し合いがまとまらなかったことから、当年のKEIRINグランプリは中止となってしまった。
- トラックレース世界選手権において、プロスプリントで、神山雄一郎が2位、松井英幸が3位に入り、同大会同種目として15年連続となるメダル獲得を果たす。またプロケイリンでは佐古雅俊が3位に入った。
- 地方競輪場の活性化を図るべく、従前の記念競輪をグレードアップさせた「特別記念競輪」扱いのふるさとダービーが新設され、12月、広島競輪場で第1回の開催が行われた。
- 屋外の前橋競輪場としては最後の特別競輪（現在のGI）となる全日本選抜競輪が行われ、中野浩一が、高原永伍と並んでいた特別競輪最多優勝回数記録を更新する、通算11回目の優勝を果たした。
- 通算1016勝を挙げた名選手、中井光雄が引退。
- スーパープレスティージュに代わるロードレースの年間シリーズ戦として、UCI・ロードワールドカップが新設される。また、従前のUCI・ロードワールドランキングスにおいて、リアルタイムランキング制度が導入される。
- ルイス・エレラが、フェデリコ・バーモンテス以来史上2人目となる、グランツールにおける山岳賞完全制覇を達成。

## 主な成績

### ロードレース
- ブエルタ・ア・エスパーニャ：4月24日〜5月15日
  - 総合優勝：ペドロ・デルガド（ スペイン、レイノルズ） 93時間01分17秒
  - ポイント賞：マルコム・エリオット（ イギリス）
  - 山岳賞：オスカル・デ・ヘスス・バルガス（ スペイン）
- ジロ・デ・イタリア：5月21日〜6月11日
  - 総合優勝：ローラン・フィニョン（ フランス、システムU） 93時間30分16秒
  - ポイント賞：ジョヴァンニ・フィダンツァ（ イタリア）
  - 山岳賞：ルイス・エレラ（ コロンビア）
- ツール・ド・フランス：7月1日〜7月23日
  - 総合優勝：グレッグ・レモン（ アメリカ合衆国、ADR） 87時間38分35秒
  - ポイント賞：ショーン・ケリー（ アイルランド）
  - 山岳賞：ヘルトヤン・テュニス（ オランダ）
- 世界選手権・プロロードレース：8月27日、 フランス・シャンベリー
  - 優勝：グレッグ・レモン（ アメリカ合衆国） 6時間45分59秒
- ミラノ〜サンレモ：3月18日
  - 優勝：ローラン・フィニョン（ フランス）
- ロンド・ファン・フラーンデレン：4月2日
  - 優勝：エドヴィヒ・ファンホーイドンク（ ベルギー）
- パリ〜ルーベ：4月9日
  - 優勝：ジャン＝マリー・ワムペルス（ ベルギー）
- リエージュ〜バストーニュ〜リエージュ：4月16日
  - 優勝：ショーン・ケリー（ アイルランド）
- ジロ・ディ・ロンバルディア：10月14日
  - 優勝：トニー・ロミンゲル（ スイス）
- UCI・ロードワールドランキングス
  - 年間第1位：ローラン・フィニョン（ フランス）
- UCI・ロードワールドカップ
  - 優勝：ショーン・ケリー（ アイルランド）

### トラックレース

#### 競輪
- 日本選手権競輪：決勝日・3月24日 花月園競輪場
  - 優勝：小川博美（福岡）
- 高松宮杯競輪：決勝日・6月6日 大津びわこ競輪場
  - 優勝：滝澤正光（千葉）
- 全日本選抜競輪：決勝日・8月3日 前橋競輪場
  - 優勝：中野浩一（福岡）
- オールスター競輪：決勝日・9月26日 静岡競輪場
  - 優勝：坂本勉（青森）
- 共同通信社杯ルビーカップレース：10月22日 平塚競輪場
  - 優勝：坂本勉（青森）
- 競輪祭：競輪王戦決勝日・11月28日、新人王戦決勝日・11月26日 小倉競輪場
  - 全日本競輪王戦優勝：波潟和男（東京）
  - 全日本新人王戦優勝：神山雄一郎（栃木）
- ふるさとダービー：決勝日・12月11日 広島競輪場
  - 優勝：三宅勝彦（岡山）
- 賞金王：坂本勉（青森） - 99,305,700円

### シクロクロス
- 世界選手権自転車競技大会：1月29日　 フランス ポンシャトー
  - プロ優勝：ダニー・デ・ビー（ ベルギー）